# Julio Fis
Julio Fis Rousseduy (Guantánamo, Cuba, 28 de octubre de 1974) es un exbalonmanista cubanoespañol. Desarrolló su carrera en la posición de lateral izquierdo, desde la que logró ser internacional en la selección cubana, y posteriormente, tras nacionalizarse español en 2005, en la selección española.
En la actualidad es  entrenador del "Asociación Deportiva Prado Marianistas".

## Trayectoria
- Hasta 1997:  Cuba Guantánamo
- 1997–1998:  Hungría Győri ETO KC
- 1998–1999:  Hungría Nyíregyházi KSE
- 1999–2000:  España Bidasoa Irún
- 2000–2001.  España BM Ciudad Real
- 2001–2002:  Alemania THW Kiel
- 2002–2005:  España BM Valladolid
- 2005–2007:  España BM Ciudad Real
- 2007–2008:  España BM Ciudad de Logroño